# Hans Schenk (Leichtathlet)
Hans Schenk (* 1. Januar 1936 in Muldszen, Ostpreußen; † 19. Januar 2006 in Leverkusen) war ein deutscher Speerwerfer.
Nachdem Schenk 1945 aus Ostpreußen geflohen war, ließ er sich zusammen mit seiner Mutter und seinen fünf Geschwistern in Leverkusen nieder. Dort schloss er sich dem TSV Bayer 04 Leverkusen an.
Bei den Leichtathletik-Europameisterschaften 1958 in Stockholm wurde er Siebter und bei den Olympischen Spielen 1964 in Tokio Zwölfter.
Seine persönliche Bestleistung von 78,12 m stellte er am 30. August 1964 bei der innerdeutschen Olympiaqualifikation in Jena auf.
Schenk absolvierte eine Ausbildung zum Wirtschaftskaufmann, war später jedoch als Dozent an der Deutschen Sporthochschule Köln tätig. Als Trainer betreute er unter anderem Klaus Wolfermann sowie Klaus Tafelmeier und war zudem einige Jahre Fitness- und Konditionstrainer der Fußballmannschaft des 1. FC Köln.